# Grgur Bilišić
Grgur Bilišić (14. stoljeće, hrvatski graditelj).
Grgur Bilišić, zadarski graditelj. Prvi put se spominje 1388. godine kada je isplaćen za izradu oblog stropa zadarske katedrale. Brat je Biliše Bilišića. 1397. radio je u samostanu sv. Katarine kod Novigrada.
Sahranjen je u zadarskoj crkvi sv. Frane.